# Grammomys buntingi
Grammomys buntingi es una especie de roedor de la familia Muridae.

## Distribución geográfica
Se encuentra en Costa de Marfil, Guinea, Liberia, Senegal, y Sierra Leona.

## Hábitat
Su hábitat natural son: las tierras bajas subtropicales o tropicales, bosques  y matorrales húmedos.